# ستيفن بيت
ستيفن بيت (بالإنجليزية: Steven Pitt)‏ هو طبيب نفسي أمريكي، ولد في 12 مارس 1959 في ساوثفيلد في الولايات المتحدة، وتوفي في 31 مايو 2018.